# 쿠툭타이 카툰
쿠툭타이 카툰(몽골어: Хутугтай Хатун Khutugtai Khatun, 한국 한자: 忽都台 可敦 홀도태 가돈: ?-1256년)은 몽케 칸의 카툰이다.
그녀는 옹기라트(弘吉剌) 부족 출신으로 증조부는 덕설선(德薛禪)이고 시조모(姑祖母)는 칭기즈 칸의 황후인 보르테 우진 카툰이다. 부친(父親)은 망가진(忙哥陳)으로 이수르 카툰(也速兒)은 그녀의 여동생이다.
그녀는 원 헌종 6년(1256년)에 붕어(崩御)하였다. 원 헌종 몽케는 그녀의 여동생인 이수르를 두번째 카툰으로 맞이하였다.
지원 3년(1266년) 10월 원 세조 쿠빌라이(忽必烈)는 그녀에게 정절황후(貞節皇后)라는 중국식 시호를 내렸고, 헌종의 묘에 올려 함께 재사지냈다.
| 전임 오굴 카미시 카툰 | 몽골 제국 황후 1251년 ~ 1256년 | 후임 이수르 카툰 |